# Hans Christopher Kewenter
Hans Christopher Kewenter, född 28 september 1775 i Uppsala, Uppsala län, död 16 oktober 1839 i Göteborg, Göteborgs och Bohus län, var en svensk läkare. Han var son till rådmannen Matthias Kewenter. 

## Biografi

### Utbildning
Kewenter blev student vid Uppsala universitet 1793 och avlade medicine kandidatexamen där 1797. Han fortsatte sina studier vid Lunds universitet där han avlade medicine licentiatexamen 1798, kirurgie magisterexamen 1800 samt disputerade som medicine doktor samma år.

### Tiden i Pommern och Frankrike
Kewenter blev förordnad som regementsläkare vid Livgrenadjärregementet och följde med regementet till Pommern hösten 1806. Där förestod han arméns sjukhus i Mecklenburg och Lauenburg. 5 november samma år i slaget vid Lübeck blev regementet tillfångataget av fransmännen. Läkarna förklarades som ”non combatans” och skulle skickas hem till Sverige. Men Kewenter ville inte lämna sin män och följde med de till fångenskap i Frankrike. Plundrad på sina kläder, böcker, kartor, anteckningar och instrument blev han erbjuden en häst av marsalk Jean Bernadotte för att rida till fästningen Longvy i Moselle. I februari 1807 fick Kewenter friheten att resa runt för att besöka landets olika sjukhus. Han tjänstgjorde bland annat vid militärsjukhuset i Metz där flera svenskar vårdades. Kewenter fick krigsministerns tillstånd att närvara vid Georges Cuviers föreläsningar i Paris. Efter freden i Tilsit blev han inbjuden av greve Eugene de Ségur till fête de la paix i Notre-Dame som en del av den diplomatiska kåren. I februari 1808 blev Kewenter utländsk korresponderande ledamot hos Société Medicale d'Émulation de Paris. Genom denna roll skrev han flera medicinska artiklar som publicerades i Bulletin des Sciences medicales.

### Finska kriget
När finska kriget utbröt 1808 kände Kewenter sig skyldig att återvända till Sverige för att tjäna sitt fädernesland. Så småningom kom han tillbaka till regementet och med sig hade han instrumental-, medicinal- och bandagekistor. Kewenter åkte iväg med rekryter från Gävle på ett skepp för att landstiga i Finland. Fartyget som beskrevs som ”ett ruttet vrak” åkte in i en klippa så att masten kapades och så småningom delades det ruttna skrovet i två delar. Flera män, inklusive skepparen, drunknade medan Kewenter höll sig kvar så länge som möjligt för att hjälpa de som ännu var vid liv. Uppkastad bland skeppsvraket på stranden blev de räddade av några fiskare. Efter att ha fått värma upp sig kunde Kewenter genast börja bistå de många skadade.

### Senare år
Tillbaka i Sverige blev Kewenter fältläkare vid arméns sjukhus i Gävle, som han sett till att grunda. Kewenter besökte genom åren flera regementen och deltog i fälttåget mot Norge 1814. Samma år gav kronprins Karl Johan honom befattning över alla arméns stående sjukhus på liknande sätt Carl Fredrik Weltzin hade befattning över trupperna inom regementena. 1814 tilldelades även Kewenter Nordstjärneorden av riksmarskalken greve Hans Henric von Essen. I samband med förläningen sa hans excellens: ”kungen har få så nitiska embetsmän, som så väl förtjent denna nåd.”

## Familj
Hans Christopher Kewenter var son till rådmannen Matthias Kewenter och Maria Helena Edling. Han gifte sig 1811 med Fredrika Lovisa Löfman. De fick fem döttrar och en son, varav sonen och en av döttrarna dog i barndomen.

## Utmärkelser
- Riddare av Kungl. Nordstjärneorden, 2 augusti 1814.[1]
- Utländsk korresponderande ledamot av Société Medicale d'Émulation de Paris, 5 februari 1808.